# Scar the Martyr (album)
Scar the Martyr – pierwszy album studyjny amerykańskiej grupy muzycznej Scar the Martyr. Wydawnictwo ukazało się 1 października 2013 roku nakłdaem wytwórni muzycznej Roadrunner Records.

## Lista utworów
| Nr  | Tytuł utworu                 | Długość |
| --- | ---------------------------- | ------- |
| 1.  | „Intro”                      | 1:03    |
| 2.  | „Dark Ages”                  | 6:52    |
| 3.  | „My Retribution”             | 4:08    |
| 4.  | „Soul Disintegration”        | 5:52    |
| 5.  | „Cruel Ocean”                | 5:04    |
| 6.  | „Blood Host”                 | 6:47    |
| 7.  | „Sign of the Omeneye”        | 0:44    |
| 8.  | „Anatomy of Erinyes”         | 6:13    |
| 9.  | „Prayer For Prey”            | 6:10    |
| 10. | „White Nights in a Day Room” | 6:10    |
| 11. | „Effigy Unborn”              | 4:42    |
| 12. | „Never Forgive Never Forget” | 5:44    |
| 13. | „Mind's Eye”                 | 6:11    |
| 14. | „Last Night on Earth”        | 8:31    |
|     |                              | 1:14:11 |

## Twórcy albumu
- Henry Derek - śpiew
- Jed Simon - gitara
- Kris Norris - gitara
- Joey Jordison - perkusja, gitara basowa, gitara rytmiczna
- Alan Douches - mastering
- Rhys Fulber - produkcja
- Chris Vrenna - keyboard
- Zeuss - mix